# Shuangcheng
För andra betydelser, se Shuangcheng (olika betydelser).
Shuangcheng är ett stadsdistrikt i provinshuvudstaden Harbin i Heilongjiang-provinsen i Folkrepubliken Kina. Det var tidigare en stad på häradsnivå (双城市 pinyin Shuāng chéngshì). Ändringen skedde 2014.
Orten ligger i kärnan för det som en gång var Manchuriet. Den nuvarande staden grundades under Qingdynastin år 1812 som en bosättning för främst manchuriska soldater i de åtta fänikorna. Shuangcheng tillhörde då Jilin-provinsen.
Numera är Shuangcheng en viktig jordbruksstad i regionen. Mejerinäringen är särskilt betydelsefull och det schweiziska livsmedelsföretaget Nestlé bedriver sedan 1987 storskalig produktion av mjölkpulver i staden.